# Atlanta Beat
O Atlanta Beat foi um time profissional de futebol que jogou na Women's United Soccer Association. O time jogou no Bobby Dodd Stadium, no campus do Georgia Institute of Technology, em seu primeiro ano de operação, antes de se mudar para o Herndon Stadium, no campus do Morris Brown College em Atlanta, Geórgia.

## História
O time começou a jogar em 2001 e chegou aos playoffs em todas as três temporadas da WUSA, sendo o único time da liga a fazê-lo. Eles avançaram para a Founders Cup em 2001 e 2003, perdendo em ambas as ocasiões.
Os "jogadores fundadores" do Beat foram Briana Scurry, Cindy Parlow e Nikki Serlenga da seleção feminina dos EUA. O Beat teve a primeira escolha no draft inaugural da WUSA e selecionou a chinesa Sun Wen, estrela da Copa do Mundo Feminina da FIFA de 1999. O primeiro gol da equipe foi marcado pela estrela japonesa Homare Sawa.
O técnico do Atlanta Beat foi Tom Stone.

## Suspensão da Liga
A WUSA anunciou em 15 de setembro de 2003 que suspenderia suas operações. Várias ex-jogadoras do Beat passaram a jogar pelo Atlanta Silverbacks Women na W-League, e cinco – Briana Scurry, Sharolta Nonen, Homare Sawa, Nancy Augustyniak e Ifeoma Dieke – jogaram na Women's Professional Soccer.
Em 7 de outubro de 2009, foi anunciado que uma nova versão do Atlanta Beat se juntaria à WPS. Em 17 de junho de 2009, o novo Atlanta Beat anunciou que Shawn McGee seria o gerente geral da equipe recém-reformada.

## Jogadoras (Elenco de todos os tempos)
| #  | Nome              | Posição | Data de Nascimento      | Altura | Cidade Natal             | Universidade                               |
| -- | ----------------- | ------- | ----------------------- | ------ | ------------------------ | ------------------------------------------ |
| 3  | Emily Burt        | F       | 25 de abril de 1975     | 1,73 m | Menlo Park, Califórnia   | Universidade Stanford                      |
| 33 | Callie Withers    | M       | 29 de maio de 1981      | 1,73 m | Palo Alto, Califórnia    | Universidade Stanford                      |
| 22 | Ifeoma Dieke      | D       | 25 de fevereiro de 1981 | 1,70 m | Glasgow, Escócia         | Florida International University           |
| 15 | Julie Augustyniak | D       | 1 de fevereiro de 1979  | 1,65 m | Peachtree City, GA       | Universidade Clemson                       |
| 29 | Leslie Gaston     | D       | 9 de agosto de 1980     | 1,65 m | Montgomery, AL           | Universidade da Carolina do Norte          |
| 25 | Nancy Augustyniak | D       | 1 de fevereiro de 1979  | 1,65 m | Peachtree City, GA       | Universidade Clemson                       |
| 6  | Sharolta Nonen    | D       | 30 de dezembro de 1977  | 1,68 m | Vancouver, BC, Canadá    | Universidade de Nebraska                   |
| 11 | Abby Crumpton     | F       | 6 de abril de 1981      | 1,68 m | Rochester Hills, MI      | Universidade de Michigan                   |
| 10 | Charmaine Hooper  | F       | 15 de janeiro de 1968   | 1,70 m | Ottawa, ON, Canadá       | Universidade Estadual da Carolina do Norte |
| 12 | Cindy Parlow      | F       | 8 de maio de 1978       | 1,80 m | Memphis, TN              | Universidade da Carolina do Norte          |
| 13 | Maribel Dominguez | F       | 18 de novembro de 1978  | 1,63 m | Cidade do México, México |                                            |
| 9  | Sun Wen           | F       | 6 de abril de 1973      | 1,65 m | Xangai, China            | Universidade Fudan                         |
| 1  | Briana Scurry     | G       | 7 de setembro de 1971   | 1,73 m | Dayton, MN               | Universidade de Massachusetts Amherst      |